# Сигмен
Сигме́н (болг. Сигмен) — село в Бургаській області Болгарії. Входить до складу общини Карнобат.

## Населення
За даними перепису населення 2011 року у селі проживала 191 особа.
Національний склад населення села:
| Національність   | Кількість осіб | Відсоток |
| ---------------- | -------------- | -------- |
| болгари          | 103            | 92,8%    |
| цигани           | 5              | 4,5%     |
| не визначились   | 0              | 0%       |
| Всього відповіли | 111            |          |

Розподіл населення за віком у 2011 році:
Динаміка населення: